# Моравецкий, Матеуш
Мате́уш Я́куб Мораве́цкий (пол. Mateusz Jakub Morawiecki; род. 20 июня 1968, Вроцлав) — польский и европейский государственный и политический деятель, депутат Сейма, заместитель председателя партии «Право и справедливость», премьер-министр Польши (2017—2023). Президент Партии европейских консерваторов и реформистов с 2025 года. В прошлом занимал должности вице-премьера, министра развития (2015—2016) и министра развития и финансов (2016—2018) в правительстве Беаты Шидло.

## Биография
Сын всеобщего лидера «Борющейся солидарности» (SW) Корнеля Моравецкого.
Семья его бабушки, Розалии Пилярской, в 1921—1940 годах жила в колонии Янки около Докшиц в Дисненском повете в современной Беларуси, где его прадед Винцент Пилярский получил земельный надел как бывший военнослужащий. В 1929 году Розалия вышла замуж за Юзефа Ружичко, они заключили брак в приходской католической церкви в Докшицах, после чего молодая семья поселилась в Станиславово. После того, как в 1939 году Дисненский повет был присоединён к СССР, в феврале 1940 года всю семью Пилярских, проживавших в Янках, депортировали вглубь СССР.
Имеет польское и еврейское происхождение. Его тётя Ирина была спасена поляками во время Холокоста, в возрасте 10 лет. Другая тётя, по имени Рума, сумела спастись на территориях, отошедших к СССР, и теперь проживает в Израиле. Многие из родственников погибли в период Холокоста.
В 1980-х годах принимал участие в деятельности антикоммунистической оппозиции, в том числе «Борющейся солидарности» (SW) и Независимого союза студентов. В 1983 году в пятнадцатилетнем возрасте был похищен «неизвестным лицами» и вывезен в лес (обычный метод устрашения). В ответ активисты SW подожгли дачу офицера Службы госбезопасности (СБ) подполковника Новицкого. Корнель Моравецкий-старший жёстко предупредил начальника вроцлавской СБ полковника Блажеевского о его личной ответственности за безопасность членов семей активистов.
Окончил исторический факультет Вроцлавского университета (1992). Изучал бизнес-администрирование во Вроцлавском политехническом институте (1993) и одновременно в Университете центрального Коннектикута. Получил диплом MBA в Экономической академии во Вроцлаве (1995). В 1995—1997 годах изучал право и вопросы экономической интеграции в Гамбургском университете. Прошёл курс обучения руководящего звена в школе менеджмента им. Келлога в Северо-западном университете в США.
В 1996—2004 годах преподавал во Вроцлавской экономической академии, в 1996—1998 годах во Вроцлавском политехническом институте.
В 1998—2002 годах депутат Сеймика Нижнесилезского воеводства от Избирательной акции Солидарности.
С 1998 года занимал посты в руководстве банка BZ WBK, в 2007—2015 годах был его президентом.

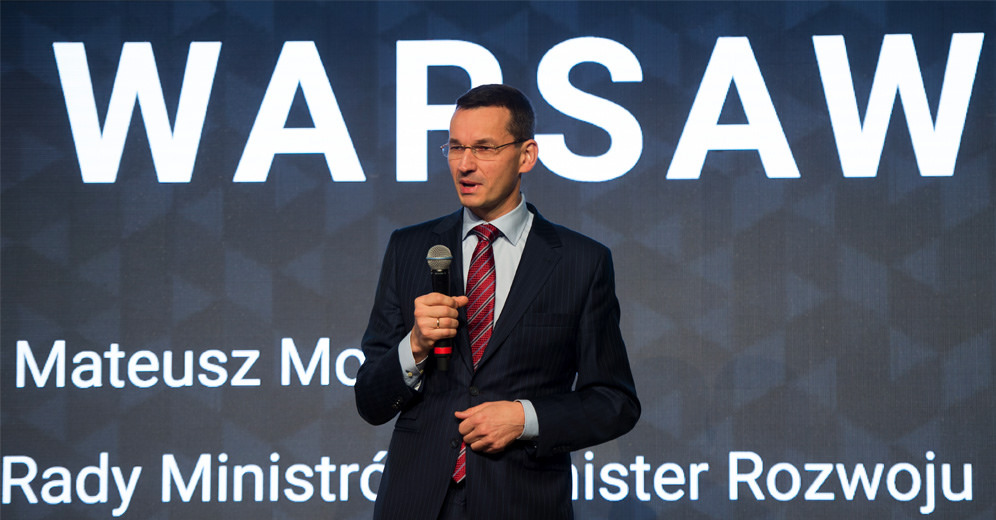
Моравецкий на открытии Campus Warsaw

В 2015 году назначен вице-премьером и министром развития в правительстве Беаты Шидло. В марте 2016 года вступил в партию Право и справедливость, до этого был беспартийным членом правительства. С сентября 2016 года — министр развития и финансов.
После отставки Беаты Шидло с поста премьер-министра 7 декабря 2017 года, Матеуш Моравецкий был выдвинут партией «Право и справедливость» на пост главы правительства Польши. До января 2018 совмещал посты премьер-министра и министра развития. Во время процедуры приведения к присяге поздравил с праздником Ханука и участвовал в церемонии зажжения первой ханукальной свечи, прошедшей в Сейме. На праздничном мероприятии также присутствовали его отец, Корнель Моравецкий, спикер парламента Марек Кучиньский, посол Израиля в Польше и представители еврейских организаций.
Противник быстрого присоединения к еврозоне. Критически относится как к социализму, так и к неолиберализму. Считает образцом для подражания израильский опыт по поддержке инноваций.
17 февраля 2018 года возложил венок и зажёг свечу на могилах солдат Свентокшиской бригады Национальных вооружённых сил, сражавшейся с лета 1944 года против Вермахта, Армии Людова и советских партизан, а также принимавшей участие в убийствах евреев. 5 мая 1945 года бригада освободила концентрационный лагерь для женщин в Голишове.
14 января 2025 года был назначен президентом Партии европейских консерваторов и реформистов, сменив премьер-министра Италии Джорджию Мелони.

## Премьер-министр Польши

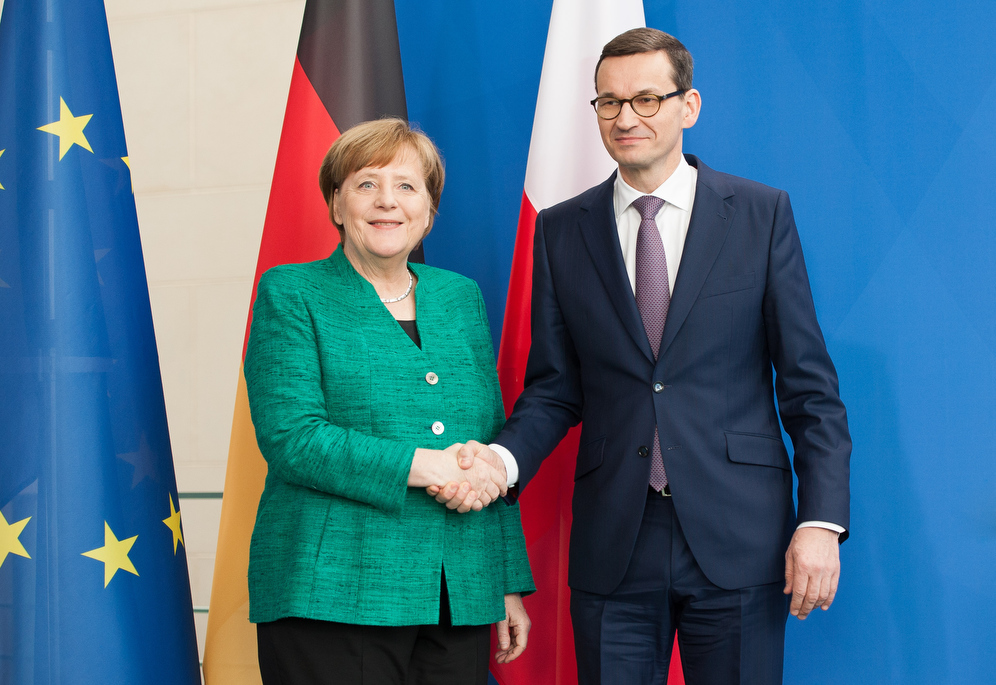
Моравецкий с Ангелой Меркель, Берлин, февраль 2018 года

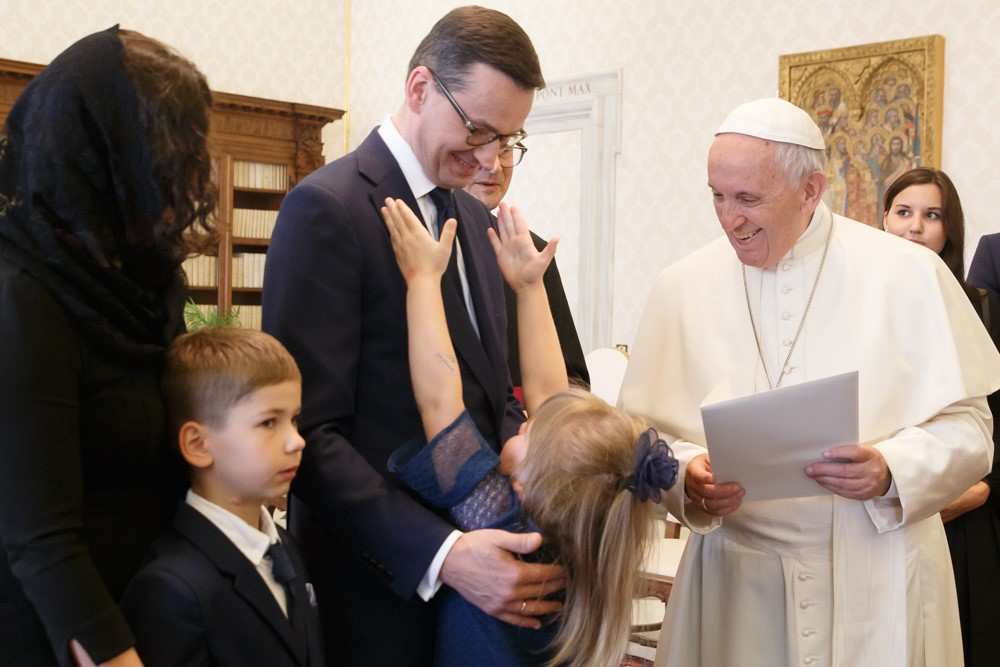
Моравецкий с Папой Франциском, Ватикан, июнь 2018 года

В декабре 2017 года Ярослав Качиньский, председатель партии «Право и справедливость», заявил, что больше не доверяет Беате Шидло как кандидату в премьер-министры от партии отчасти из-за предполагаемого конфликта между ней и другими лидерами Европейского союза. Поскольку её положение было несостоятельным, Шидло подала в отставку, и Моравецкий быстро получил внутрипартийное одобрение и был назначен её преемником. Он был приведён к присяге в качестве премьер-министра Польши 11 декабря, сразу же назначив Шидло своим заместителем. В своём первом крупном обращении к Сейму он пообещал «преемственность», а не радикальные изменения.
В январе 2018 года после расистского инцидента, когда напали на 14-летнюю девочку турецкого происхождения из-за цвета её кожи в Варшаве Моравецкий заявил: «В Польше нет места расизму. Нападение на девушку из-за её цвета кожи заслуживает самого решительного осуждения. Мы сделаем всё, чтобы Польша была безопасной для каждого».
В начале 2018 года обе палаты польского парламента (сейм и сенат) приняли поправку к Закону об Институте национальной памяти, криминализирующую приписывание полякам коллективного соучастия в геноциде евреев Второй мировой войны или других военных преступлениях или преступления против человечности, совершённые державами Оси, и осуждение использования выражения «польский лагерь смерти». Закон вызвал кризис в отношениях Израиля и Польши.
На Мюнхенской конференции по безопасности 17 февраля того же года Моравецкий заявил, что «[по новому польскому закону об обвинении поляков в участии в преступлениях во время Холокоста] не будет караться утверждение, что существовали польские виновники преступлений [во время Холокоста] — как существовали еврейские преступники, русские, украинские… не только немецкие виновники преступлений [Холокоста]». Его замечание вызвало споры и критику со стороны видных израильских политиков, в том числе премьер-министра Израиля Биньямина Нетаньяху и президента Израиля Реувена Ривлина. Кризис был разрешён в конце июня того же года, когда премьер-министры Польши и Израиля выпустили совместное коммюнике, в котором одобрили исследование еврейского Холокоста и осудили выражение «польские концентрационные лагеря».
В марте 2018 года вступил в силу новый польский закон, запрещающий почти всю торговлю по воскресеньям, при этом супермаркеты и большинство других розничных торговцев закрыты по воскресеньям впервые с момента введения либеральных законов о покупках в 1990-х годах. Закон был принят партией «Право и справедливость» при поддержке Моравецкого.
Как и другие лидеры Вишеградской группы, Моравецки выступает против любой обязательной долгосрочной квоты ЕС на перераспределение мигрантов. В мае 2018 года Моравецки сказал: «Предложения Европейского союза о введении квот для нас бьют по самым основам национального суверенитета».
В июле 2018 года Моравецкий заявил, что «не успокоится», пока не будет разъяснена «вся правда» о резне времён Второй мировой войны на Волыни и Восточной Галиции. Между 1942 и 1945 годами военнослужащие Украинской повстанческой армии (УПА) убили до 100 000 мирных жителей современной Западной Украины.
Что касается Brexit, Моравецкий сказал BBC в январе 2019 года, что все больше и больше поляков возвращается в Польшу из Великобритании, и он надеется, что эта тенденция продолжит способствовать росту польской экономики.
На выборах 2019 года Матеуш Моравецкий стал лидером списка «Право и справедливость» в 31 округе. Он был избран в Сейм 9-го созыва, получив 133 687 голосов. На первом заседании новоизбранного Сейма Моравецкий вышел из состава Совета министров (в соответствии со статьёй 162 (1) Конституции Польши), отставка была принята президентом в тот же день. 14 ноября 2019 года президент Анджей Дуда повторно назначил Моравецкого премьер-министром, возложив на него миссию по формированию нового правительства.
На следующий день президент назначил Матеуша Моравецкого на должность председателя Совета Министров, а также назначил членов нового кабинета министров. В этом правительстве премьер-министр также занял должность министра спорта. 19 ноября он выступил с речью. В тот же день Сейм выразил своему правительству вотум доверия: «за» проголосовали 237 депутатов, «против» — 214 депутатов. 5 декабря премьер-министр Моравецкий был освобождён от должности министра спорта (в связи с назначением на этот пост Дануты Дмовской-Анджеюк).
В сентябре 2020 года провинциальный административный суд в Варшаве постановил, что указ Моравецкого, предписывающий Poczta Polska провести мероприятия, необходимые для подготовки и проведения президентских выборов в мае 2020 года, не имел правовых оснований и был издан в грубое нарушение закона (включая Конституцию Республики Польша), признав его ничтожным.
6 октября 2020 года Матеуш Моравецкий в своём правительстве дополнительно занял пост министра цифровизации, заменив Марека Загурского.
30 декабря 2021 года Матеуш Моравецкий заявил, что Евросоюз несёт часть ответственности за рост цен на газ и электричество в регионе и потребовал ответить на действия России, в частности, прокладку газопровода «Северный поток — 2», решительной политикой в краткосрочной перспективе и развитием газовой и энергетической инфраструктуры в долгосрочной.
В 2022 году Матеуш Моравецкий выступил одним из критиков российского гибридного влияния на страны Европы и потребовал уничтожения идеологии т. н. «русского мира». Заявление вызвало резкую критику в российских СМИ.
Во время визита на Украину в сентябре 2022 года Матеуш Моравецкий обвинил Путина в попытке «отговорить» Западную Европу от предоставления денег Украине «через своих молчаливых союзников, через своих агентов, через свою пропаганду». По его мнению, это может привести украинское государство к банкротству и поражению. Политик ранее неоднократно выступал за ускоренное принятие Украины в ЕС.
В октябре 2022 года Матеуш Моравецкий заявил в интервью газете Bild, что если немцы хотят, чтобы Россия была наказана и выплатила компенсации Украине, то они должны нести ответственность за преступления и массовые убийства в Польше, совершенные их страной во время Второй мировой войны.
11 декабря 2023 года был отправлен в отставку с должности премьер-министра Польши. В парламенте Польши (Сейме) 190 депутатов проголосовали чтобы оставить Матеуша Моравецкого на должности премьер-министра, а 266 депутатов проголосовали против того, чтобы он оставался на этой должности.

## Личная жизнь
Женат. Жена — Ивона (Iwona Morawiecka). Отец четверых детей: Александры, Иеремии, Игнация и Магдалены. 5 февраля 2025 года объявил о рождении первого внука Станислава.

## Награды
- Кавалер ордена Возрождения Польши (2015)
- Крест свободы и солидарности (2013)
- Орден князя Ярослава Мудрого II степени (Украина, 1 июня 2022 года) — за весомый личный вклад в укрепление украинско-польского межгосударственного сотрудничества, поддержку независимости и территориальной целостности Украины[39].
- Большой крест ордена «За заслуги перед Литвой» (Литва, 20 февраля 2019 года)[40].